# Lego Star Wars : Le Réveil de la Force
Lego Star Wars : Le Réveil de la Force est un jeu vidéo d'action-aventure développé par Traveller's Tales, sorti le 28 juin 2016 sur Xbox 360, Xbox One, PlayStation 3, PlayStation 4, PlayStation Vita, Wii U, Nintendo 3DS et Windows. Il s'agit de l'adaptation du film Star Wars, épisode VII : Le Réveil de la Force,,,. Certaines missions supplémentaires, disponibles en téléchargement, illustrent des événements non présents dans le film ou relatés d'un point de vue différent.

## Distribution

### Voix originales
- Daisy Ridley : Rey
- John Boyega : Finn
- Adam Driver : Kylo Ren
- Oscar Isaac : Poe Dameron
- Harrison Ford : Han Solo
- Carrie Fisher : Leia Organa
- Joonas Suotamo : Chewbacca
- Anthony Daniels : C-3PO
- Andy Serkis : Snoke
- Domhnall Gleeson : Général Hux
- Gwendoline Christie : Capitaine Phasma
- Lupita Nyong'o : Maz Kanata
- Simon Pegg : Unkar Plutt
- Mark Hamill : Luke Skywalker
- Max von Sydow : Lor San Tekka

### Voix françaises
- Jessica Monceau : Rey
- Valentin Merlet : Kylo Ren
- Diouc Koma : Finn
- Benjamin Penamaria : Poe Dameron
- Richard Darbois : Han Solo
- Béatrice Delfe : Leia Organa
- Bernard Lanneau : Luke Skywalker
- Jean-Claude Donda : C-3PO
- Marie Tirmont : Maz Kanata
- Féodor Atkine : Snoke
- Jean-Claude Sachot : Lor San Tekka
- Jean-Pierre Michaël : Général Hux
- Julie Dumas : Capitaine Phasma
- Michel Vigné : Unkar Plutt
- Philippe Catoire : Dark Vador
- Jérémy Prévost : Un villageois et un autre personnage